# Continental Divide Trail

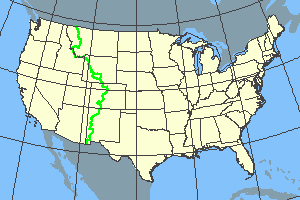
Harta schematică a Continental Divide Trail

Traseul Continental Divide Trail (cunoscut și sub numele de Continental Divide National Scenic Trail) este un traseu american de drumeție, echitație și mountain biking care urmează crestele muntoase ale cumpenei apelor din Continental Divide de-a lungul Munților Stâncoși, de la granița canadiană până la granița mexicană. Are o lungime de 5.000 km și traversează 5 state americane: Montana, Idaho, Wyoming, Colorado și New Mexico. În Montana, traseul traversează Vârful Triple Divide, care separă bazinele hidrografice nord-americane ale Golfului Hudston (Oceanul Arctic), Oceanului Atlantic și Oceanului Pacific.
Cel mai înalt punct este Grays Peak la 4.349 m altitudine, în Colorado. Cel mai jos punct se află la 1.188 m, și este situat în Columbus, în New Mexico.
Din 2019, acesta este unul dintre cele unsprezece Trasee Pitorești Naționale din cadrul Sistemului Național de Trasee, care grupează marile trasee de drumeție americane.
Continental Divide Trail, împreună cu Appalachian Trail și Pacific Crest Trail, formează ceea ce pasionații de drumeții au descris ca fiind Triple Crown of Hiking a Statelor Unite ale Americii.
Traseul Continental Divide Trail este utilizabil primăvara, vara și toamna, din aprilie până în octombrie.

## Istoric
Înființarea Traseului Appalachian și a Pacific Crest Trail a inspirat propuneri pentru a crea un Continental Divide Trail. Prima secțiune a traseului propus a fost amenajată în Colorado în 1962 de Asociația Traseelor din Munții Stâncoși. În 1965, președintele Lyndon B. Johnson a propus un sistem național de trasee, iar în 1968, Congresul SUA a adoptat Legea privind Sistemul Național de Trasee.

În 1978, Traseul Continental Divide a fost înființat oficial, iar responsabilitatea de gestionare i-a fost dată Serviciului Forestier din SUA. Porțiuni ale traseului existau deja și câțiva drumeți au susținut că au mers din Mexic până în Canada pe traseul informal, printre care Jim Wolf, un avocat din Baltimore care a parcurs Traseul Appalachian în 1971 și a cărui relatare a acelei călătorii apare în cartea sa, în două volume, Hiking the Appalachian Trail. Wolf și-a imaginat un traseu asemănător de-a lungul Continental Divide și, în 1978, a organizat Continental Divide Trail Society, care a pledat pentru nou-numitul National Scenic Trail și a publicat câteva ghiduri timpurii.
Progresul în finalizarea traseului a fost lent, iar interesul pentru drumeții pe traseul complet a fost minim. Până în 1995, doar 15 persoane au fost înregistrate că au parcurs întregul traseu, încă în mare parte neterminat. În același an, a fost creată Continental Divide Trail Alliance (CDTA) și cu voluntari s-a construit sau îmbunătățit traseul. În 2012, Coaliția Continental Divide Trail a înlocuit CDTA pentru a coordona eforturile mai multor parteneri regionali implicați în construirea și întreținerea traseului. Numărul thru-hikerilor a crescut de la patru în 1999 la peste 150 în 2019, iar nenumărate mii au parcurs secțiuni ale traseului în fiecare an. Călăria este permisă pe traseu; ciclismul montan este permis doar pe câteva tronsoane.
Thru-hikerii care parcurg, în întregime, toate cele trei trasee, Continental Divide Trail, Appalachian Trail (AT) și Pacific Crest Trail (PCT), realizează ceea ce este cunoscut sub numele de Triple Crown of Hiking. Până la sfârșitul perioadei de înscriere, la sfârșitul anului 2021, 525 de drumeți au fost desemnați Triple Crowners începând din 1994 de către Asociația Americană de Drumeții pe Distanțe Lungi - Vest. Mai mult de 1.000 de excursioniști au finalizat fie AT, fie PCT în 2019, comparativ cu 150 care au finalizat CDT, ceea ce reflectă izolarea și dificultatea drumeției pe CDT.

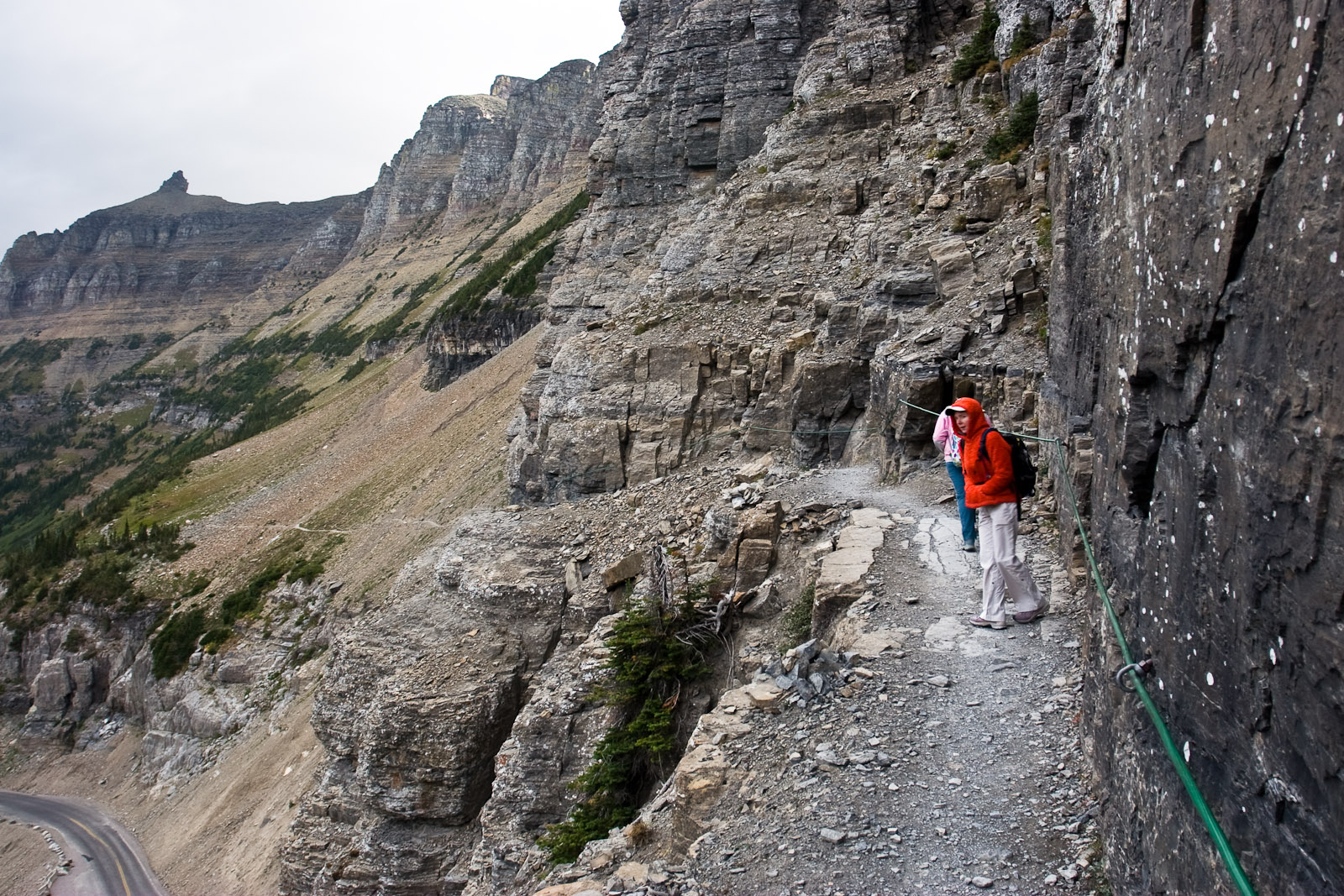
Highline Trail (Parcul Național Glacier) face parte din Continental Divide Trail.

## Drumeția / Thru-hiking
Parcurgerea cu succes a întregului Continental Divide Trail durează în medie cinci luni. Definiția unui thru-hike este lăsată la aprecierea drumeților. Puriștii parcurg un „traseu pietonal continuu și neîntrerupt între Mexic și Canada”, dar aproximativ 50 la sută dintre drumeții thru-hikeri recunosc că au sărit mici secțiuni de drumeție sau pentru că traseul a fost închis, mai ales din cauza incendiilor de pădure sau a zăpezii. Toți drumeții trebuie să se aprovizioneze cu alimente la câteva zile, adesea făcând autostopul de la o intersecție rutieră a traseului până într-un oraș pentru a cumpăra alimente și provizii. Majoritatea drumeților își iau ocazional o zi „zero”, o zi fără drumeții, sau o zi „nero”, o zi cu puține drumeții, pentru a se odihni și a se recupera. „Îngerii traseului” (voluntari), aflați în locuri stabilite de-a lungul traseului, îi ajută pe drumeți cu mâncare, apă și transport către și de la punctele de realimentare la capetele traseului. Câțiva drumeți, în special cei care încearcă să stabilească recorduri de viteză, sunt „susținuți”, ceea ce înseamnă că au ajutoare care îi întâlnesc sau îi însoțesc de-a lungul traseului și îndeplinesc sarcini care nu țin de drumeție, cum ar fi pregătirea hranei. Sunt necesare permise pentru a face drumeții sau a campa de-a lungul unor secțiuni ale traseului și este nevoie de pașaport pentru a trece granița canadiană.
Majoritatea drumeților încep excursia în aprilie în New Mexico, merg spre nord și termină la granița cu Canada în august sau septembrie. Dacă drumeții încep prea devreme, se pot confrunta cu condiții de zăpadă abundentă și aproape impracticabilă în sudul Munților San Juan și în Munții San Juan din Colorado, iar dacă excursioniștii termină prea târziu, se pot confrunta cu condiții de zăpadă abundentă și aproape impracticabilă în Parcul Național Glacier, în apropiere de granița canadiană. Câțiva excursioniști merg în direcția sud (SOBO) de la granița canadiană începând din iunie și terminând în octombrie sau noiembrie. Aceștia se pot confrunta, de asemenea, cu condiții meteorologice nefavorabile. Câțiva excursioniști „flip-flop”, parcurg diferite secțiuni ale traseului atunci când vremea este mai favorabilă, mai degrabă decât în mod succesiv. Cele mai frecvente probleme raportate de către drumeții de tip thru-hiker sunt rănile și zăpada. Greutatea medie a rucsacului unui drumeț în 2018 a fost de 7,4 kg (16,4 lb). În plus, thru-hikerul transportă până la o rezervă de hrană pentru o săptămână, cântărind aproximativ 0,91 kg (2 lb) pe zi și, în zonele mai uscate, în special în New Mexico, până la cinci litri de apă, cântărind 5,0 kg (11 lb). Echipamentul suplimentar transportat poate include un topor de gheață și spray pentru urși.
În 2019, respondenții la un sondaj realizat în rândul drumeților de pe CDT au fost în proporție de două treimi bărbați, cu o vârstă medie de 31 de ani. Trei sferturi erau din Statele Unite, iar restul proveneau din alte unsprezece țări. Numărul mediu de zile (inclusiv „zerouri”) pentru a finaliza drumeția a fost de 147 de zile.
În fiecare an, doar în jur de două sute de persoane încearcă să parcurgă întregul Continental Divide Trail, în circa șase luni. Dave Odell a făcut în întregime drumeția pe jos în 1977. Totuși, prima persoană care a realizat această aventură este Eric Ryback, în 1972. Alergătorul de fond german Günter Wamser (pe drumul de la Țara de Foc la Alaska) și austriaca Sonja Endlweber (care l-a însoțit, pentru restul de drum, începând din Mexic) au reușit să completeze drumeția împreună cu patru membri ai Bureau of Land Management, în cursul a trei veri (2007 - 2009).
În 2007, Francis Tapon a devenit prima persoană care a făcut o călătorie dus-întors pe Continental Divide Trail, mai întâi din Canada în Mexic, apoi din Mexic în Canada. I-a trebuit șapte luni să o termine. Tapon a luat-o pe drumul cel mai sinuos, pitoresc, înalt și dificil de la nord și, la întoarcere de la sud, a luat-o pe traseul cel mai potrivit. Andrew Skurka a parcurs traseul ca parte a Great Western Loop, o buclă de 11.064 kilometri, în 2007.
Cea mai tânără persoană care a mers pe acest traseu este Reed Gjonnes, care a parcurs traseul împreună cu tatăl său, Eric Gjonnes, în perioada 15 aprilie 2013 - 6 septembrie 2013, într-o drumeție continuă spre nord, la vârsta de 13 ani.